# あいざわみり
あいざわ みり（あいざわ みり、1977年5月11日 - ）は、日本のタレント、女優。（有）アクターズ・ハウスに所属。霊能タレントとして様々な媒体に登場している。

## 人物・来歴
以前の公式プロフィールでは1980年生まれで靴のサイズは23.5cmであったが、2006年まで本人が使用していた「あいざわみりDiary」（※：現在は閉鎖）で自身の結婚と妊娠をカミングアウトした。2006年11月に女児を出産。以降は2006年12月より現在のブログを立ち上げる。又、所属事務所の意向でプロフィールを1977年生まれで靴のサイズは24cmと変更されたことをカミングアウトしている。
特技に霊能力とバイクがある。特に霊能力についてはタスクオフィスに所属後、社長があいざわの特性を見極めようと同行中に薄気味悪いマンションを見て幽霊が出そうで怖いと怯える社長に対し「ほんとですね、女の人がこっち見てますもん・・・」と言いのけ、それが起因して心霊アイドルとして出発点であったと社長のブログにて語られている。その後、「月刊ムー」や「本当にあった愉快な話」などの多くのオカルト雑誌の心霊特集に登場した。又、女優業としての活動の中、幾つかのホラー系のDVD作品や、オリジナルビデオにも登場している。
しかし、2011年にはタスクオフィスをから事務所を移籍し、現在は漢字に改め相紗和みり(あいざわみり)として活動。
又、相紗和の娘も自らアイドルになりたいという意向から2011年より大阪にある(有)アクターズ・ハウスに竹村颯華(たけむらふうか)という名で所属している。

## 出演

### ビデオ・DVD
- 「あいざわみり・祟スペシャル」（ENGEL）
- 「霊能アイドル・あいざわみり誕生!」（トランスフォーマー）
- 「TV放送禁止シリーズ - 心霊美少女（アイドル）降臨 -」（2004年8月3日 トランスフォーマー）
- 「relax」（2004年9月30日 フォーサイドドットコム）
- 「SALIVA（唾液）」（2004年11月27日 イーネットフロンティア）
- 「ほんとにあった! 呪いのビデオ 19巻」[1]（2006年3月3日 株式会社ブロードウェイ）

## 舞台
- 「近松心中物語」（演出：蜷川幸雄）
- 「午後の遺言状」
- 「杉良太郎公演」
- 「天童よしみ公演」
- 「中川雅夫公演」
- 「藤田まこと追悼公演おやじの遺言朗らかな嘘」

```
   (演出:
鍛治明彦
)
```

etc...

## テレビ
- ジェネジャン（2003年 日本テレビ 心霊特集ゲスト出演）

etc...

## 雑誌
- 月刊Hush（日本ジャーナル出版　あいざわみり心霊特集）
- 週刊特報（洋泉社 霊視インタビュー）
- 日本列島怨霊MAP（角川書店）
- 週刊FLASH（光文社　心霊特集）
- 月刊ムー（学研ホールディングス。現在は学研パブリッシングが出版）
- 本当にあった愉快な話（竹書房）
- 本当にあった着信アリ（マイウェイ出版）

## その他
- 「もうひとつの本当にあった着信アリ」[2]（2005年 マンガ：ひぐらしカンナ 出演：あいざわみり他）